# 利柏提 (堪薩斯州)
利柏提（英語：Liberty）是一個位於美國堪薩斯州蒙哥馬利縣的城市。

## 地方資料
根據2020年美國人口普查的數據，利柏提的面積為0.65平方千米，當中陸地面積為0.65平方千米，而水域面積為0.00平方千米。當地共有人口99人，而人口密度為每平方千米152.31人。